# LeftRightLeftRightLeft
LeftRightLeftRightLeft è il secondo album dal vivo del gruppo musicale britannico Coldplay, pubblicato il 15 maggio 2009 dalla Parlophone.

## Descrizione
Contiene nove tracce registrate durante il Viva la vida Tour ed è stato reso disponibile per il download gratuito attraverso il sito ufficiale del gruppo. Tale decisione è stata motivata dai Coldplay stessi come segno di gratitudine nei confronti di coloro che li hanno supportati durante la loro carriera: «suonare dal vivo è ciò che amiamo. Questo album è un ringraziamento ai nostri fan – le persone che ci danno una ragione per farlo e lo fanno accadere».
Dopo appena una settimana l'album è stato scaricato da oltre 3 milioni e mezzo di utenti. Il download è rimasto attivo per oltre tre anni, fino all'annuncio di Live 2012.
Il 13 agosto 2021 il disco è stato ripubblicato per il download digitale e per lo streaming.

## Tracce
1. Glass of Water – 4:43
2. 42 – 4:52
3. Clocks – 4:40
4. Strawberry Swing – 4:16
5. The Hardest Part/Postcards from Far Away – 4:15
6. Viva la vida – 5:24
7. Death Will Never Conquer – 1:39
8. Fix You – 5:38
9. Death and All His Friends – 4:22

## Formazione
- Chris Martin – voce, pianoforte, chitarra acustica, armonica a bocca (traccia 7)
- Jonny Buckland – chitarra elettrica, cori, tastiera (traccia 6)
- Guy Berryman – basso, cori
- Will Champion – batteria, percussioni, cori, voce e chitarra acustica (traccia 7)